# Automatisiertes Fingerabdruckidentifizierungssystem

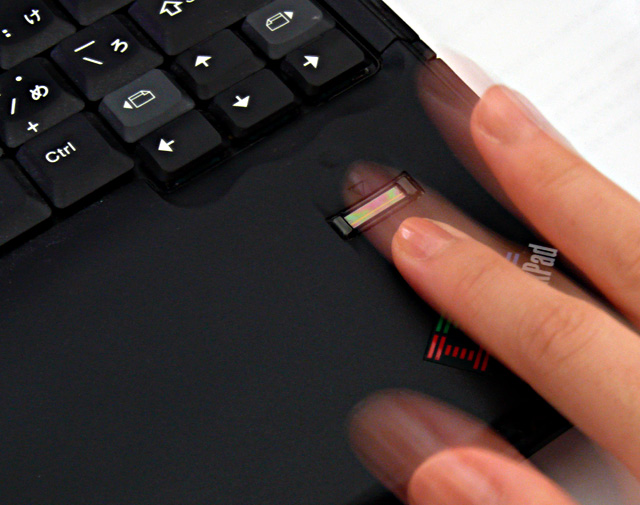
Ein Fingerabdruckscanner für ein automatisiertes Fingerabdruckidentifizierungssystem an einem Notebook.

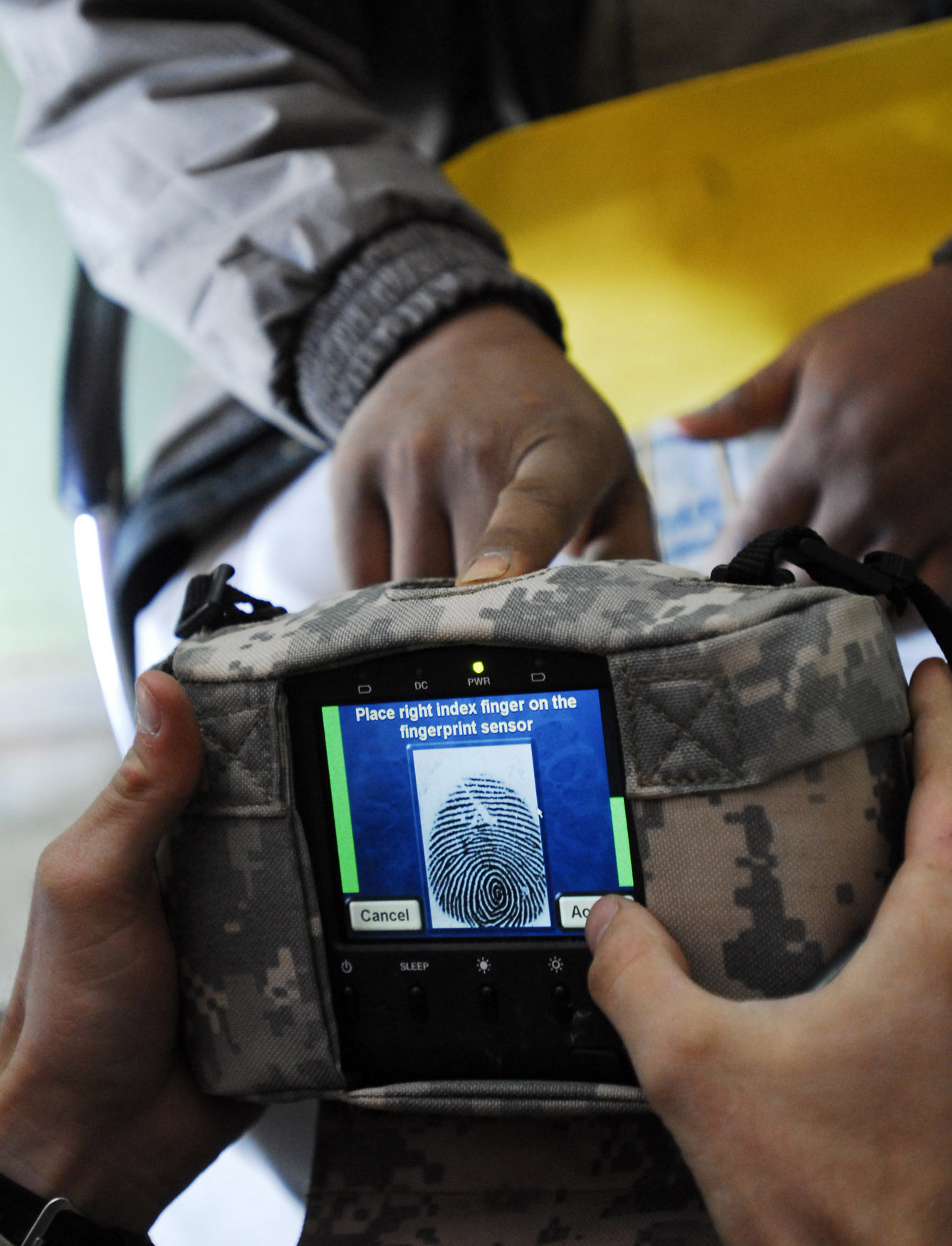
Einsatz eines mobilen Fingerabdruckscanners (Handheld Interagency Identification Detection Equipment) durch die U.S. Army im Irak, 2008.

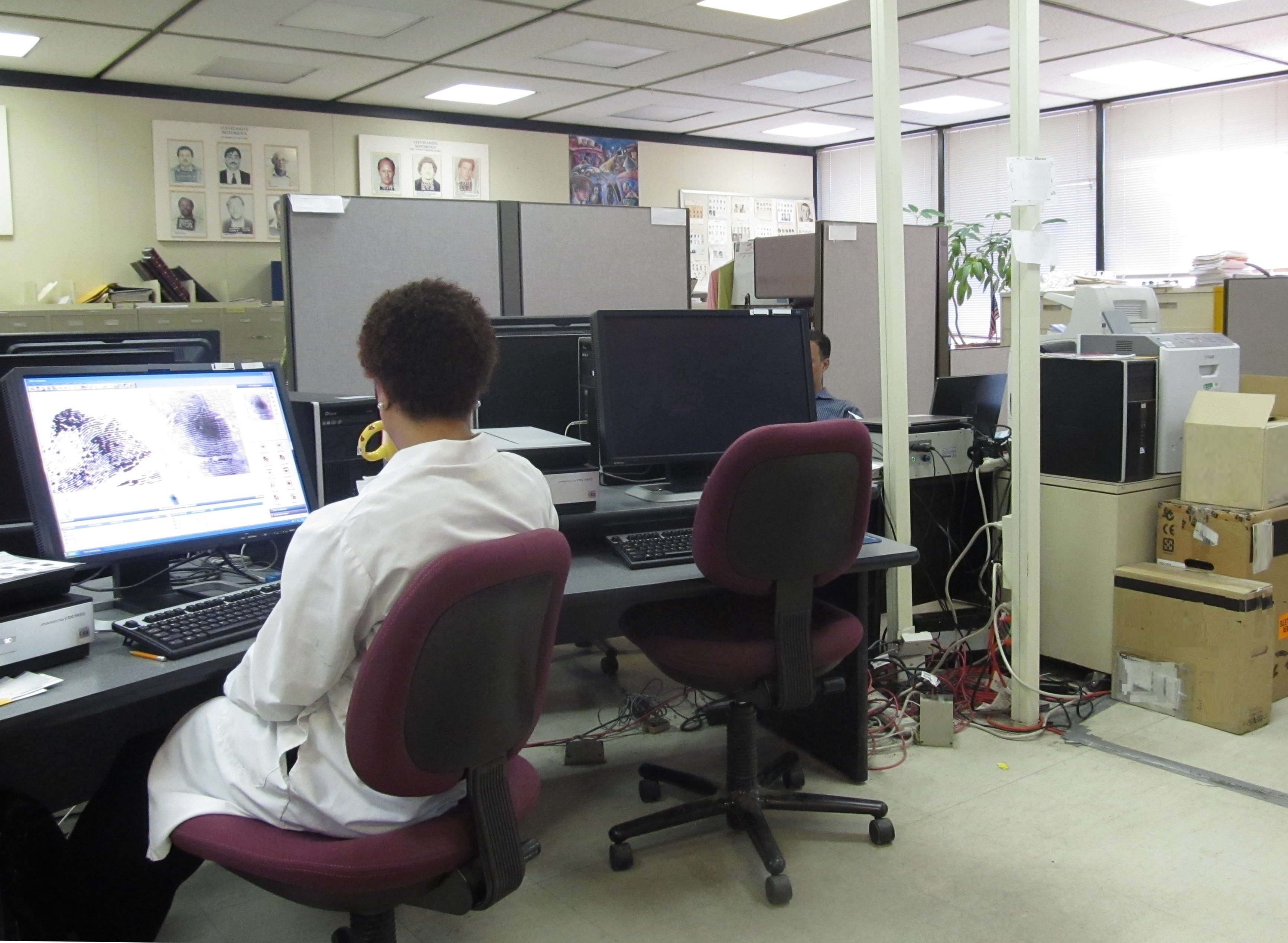
Eine Adjudication-Workstation.

Ein Automatisiertes Fingerabdruckidentifizierungssystem (AFIS) ist ein informationsverarbeitendes System der Biometrie zum automatisierten Vergleichen von Fingerabdrücken mit allen oder einer Untermenge von Fingerabdrücken eines (unter Umständen sehr großen) gespeicherten Referenzbestands von Fingerabdrücken.

## Bestandteile
Wichtigste Elemente eines AFIS-Systems sind
- Algorithmen zur Vorverarbeitung von aufgenommenen Fingerabdrucksbildern als Vorstufe zur Merkmalsextraktion[1]
- Algorithmen zur Extraktion von Merkmalen aus der Aufnahme eines Fingerabdrucks[1]
- die Datenstrukturen zur Speicherung der extrahierten Merkmale von Fingerabdrücken (Template) sowie die Datenbank zur Speicherung
- Algorithmen zur Suche von gespeicherten Fingerabdruck-Templates mit hoher Übereinstimmung zu einem gegebenen Fingerabdrucks-Template[2]
- ein User-Interface zur Fingerabdruckserfassung, Fingerabdruckssuche und manuellen Bearbeitung von ungenauen Suchergebnissen (Adjudication)

Häufig werden Fingerabdruckscanner als Peripheriegeräte zum AFIS eingesetzt, um Fingerabdrücke zu erfassen – sie können aber auch anders erfasst werden – strenggenommen sind Fingerabdruckscanner deswegen auch kein Teil eines AFIS.

## Qualitätsmerkmale
AFIS-Systeme unterscheiden sich je nach Auswahl und Abstimmung der Algorithmen stark in Bezug auf Fehler 1. Art (false positiv – auf False Acceptance Rate – kurz FAR genannt) und Fehler 2. Art (falsch negativ – auf False Rejection Rate – kurz FRR genannt) Fehlerraten – weiterhin bezüglich ihrer Rotationsinvarianz (d. h. der Erkennung der Übereinstimmung zweier Fingerabdrücke, wenn eine der beiden Aufnahmen „verdreht“ ist) und Unabhängigkeit von Referenzpunkten (wie zum Beispiel dem Fingermittelpunkt).
Wesentliche spezifische Qualitätsmerkmale eines AFIS (neben den für alle Biometriesystem geltenden Qualitätsmerkmalen) sind neben den genannten Fehlerraten je nach Anwendungsfall außerdem die oben genannten Invarianzen, die Suchgeschwindigkeit insbes. bei großen Referenzdatenbeständen und die Robustheit der Suchqualität gegenüber qualitativ schlechten Fingerabdruckaufnahmen.

## Anwendungsfälle
Im Wesentlichen lassen sich alle Anwendungsfälle eines AFIS-Systems in zwei Kategorien einteilen:

### Fingerabdruckverifikation
Bei der Fingerabdruckverifikation (auch 1:1 Match genannt) wird ein gegebener Satz von Fingerabdrücken gegen einen bekannten begrenzten Satz von Fingerabdrücken auf Übereinstimmung geprüft, um z. B. festzustellen, ob die Angaben einer Person bezgl. ihrer Identität tatsächlich korrekt sind:
Ein aufgenommener Fingerabdruck wird mit dem gespeicherten Fingerabdruck der Person verglichen, beispielsweise um einer Person Zugang zu einem Hochsicherheitsbereich zu gewähren.

### Fingerabdruckidentifikation
Bei der Fingerabdruckidentifikation (auch 1:N Match genannt) wird ein gegebener Satz von Fingerabdrücken mit allen gespeicherten Fingerabdrücken eines Referenzbestands auf Übereinstimmung verglichen, um z. B. festzustellen, ob die Fingerabdrücke eines Individuums sich bereits im Referenzbestand befinden:
Ein aufgenommener Fingerabdruck wird mit allen gespeicherten Fingerabdrücken des BKA verglichen, um festzustellen, ob die Person u. U. in Straftaten verwickelt war.
Bei der Fingerabdrucksidentifikation kann noch weiter unterschieden werden in Fälle, bei denen das Individuum bei der Aufnahme von Fingerabdrücken kooperiert (bzw. kooperieren kann) – in diesem Fall werden in der Regel Aufnahmen aller 10 Finger in guter Qualität zur Verfügung stehen.
Im zweiten Fall liegen unter Umständen nur Teilfingerabdrücke einzelner Finger vor (z. B. Unfallopfer).
Ist die Qualität wie im genannten Fall eingeschränkt, werden spezielle Suchalgorithmen benötigt, die meist erheblich zeit- bzw. ressourcenintensiver sind als Suchalgorithmen basierend auf hochwertigen Fingerabdrucksaufnahmen. Während Suchläufe basierend auf qualitativ hochwertigen Aufnahmen meist Suchergebnisse nach Sekunden bzw. Minuten liefern, können o. g. Suchläufe teilweise auch Tage benötigen, bis eine Treffermenge identifiziert ist, die dann meist noch von einem hochspezialisierten Techniker weiter eingeschränkt werden muss (dieser Vorgang wird häufig auch als „Adjudication“ bezeichnet). Beispielsweise betreibt der Flughafen von Los Angeles (LAX) eine Fingerprint-Adjudication-Abteilung, die sich ausschließlich mit der sog. Adjudication befasst.

## Kommerzielle Systeme/Open-Source-Systeme
Weltweit existieren zahlreiche Anbieter von AFIS-Systemen – da viele dieser Systeme mittlerweile auch Algorithmen zur Verarbeitung/Erkennung von Gesichtern beinhalten, werden diese z. T. auch als Automatisierte Biometrieidentifizierungssystem abgekürzt ABIS bezeichnet. Große Anbieter sind u. a.:
- Morpho Cards
- Neurotechnology
- Genkey
- NEC
- 3M
- Innovatrics
- Dermalog
- Touch ID von Apple
- Authentec

Daneben existieren auch einige Open-Source-Implementierungen von AFIS-Systemen bzw. auch nur Systemteilen:
- SourceAFIS[6]
- Fingerprint recognition SDK[7]
- NBIS MINDTCT and Bozorth3

## Einsatzgebiete

### Erkennungsdienstliche Systeme der Polizei

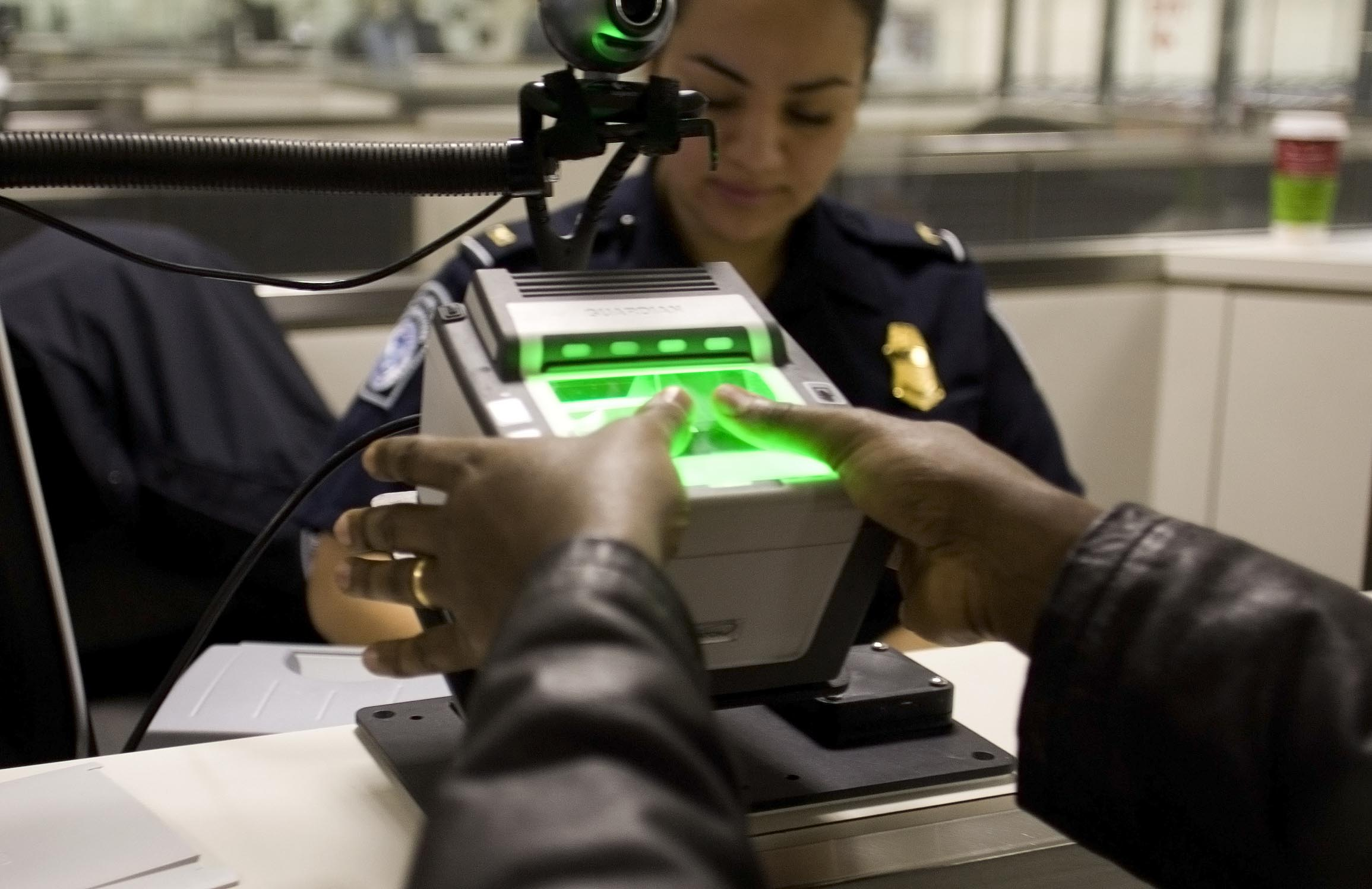
Fingerabdrucknahme für das automatisierte Fingerabdruckidentifizierungssystem IDENT für US-VISIT (U.S. Customs and Border Protection)

Das erste Automatisierte Fingerabdruckidentifizierungssystem (AFIS) der deutschen Polizei wurde 1993 in Betrieb genommen und hat dazu geführt, dass die Zeit zum Erfassen von einzigartigen Merkmalen der Fingerabdrücke lediglich drei Minuten (vorher 90) dauert, unvollständige Abdrücke verwertet werden können und häufiger Übereinstimmungen gefunden werden.
Anfang 2004 sollen rund 3.000.000 Fingerabdrücke gespeichert worden sein, wobei jeden Tag etwa 1.400 hinzukommen.
Um die Abdrücke zu digitalisieren, werden sie mit einer Videokamera aufgenommen und dann von speziellen Programmen verarbeitet. Ein Polizeimitarbeiter muss lediglich die Grundform angeben und gegebenenfalls die vom Programm festgestellten Merkmale korrigieren.
Die Speicherung erfolgt zentral beim BKA, die Bearbeitung dezentral bei den LKA.
Am 15. Januar 2003 wurde ein auf AFIS basierendes, europaweites Fingerabdruckidentifizierungssystem, EURODAC (European Dactyloscopy), eingeführt. Erfasst werden dabei u. a. Asylbewerber und illegale Einwanderer, sofern diese das 14. Lebensjahr überschritten haben.

### Zugangs- und Kontrollsysteme

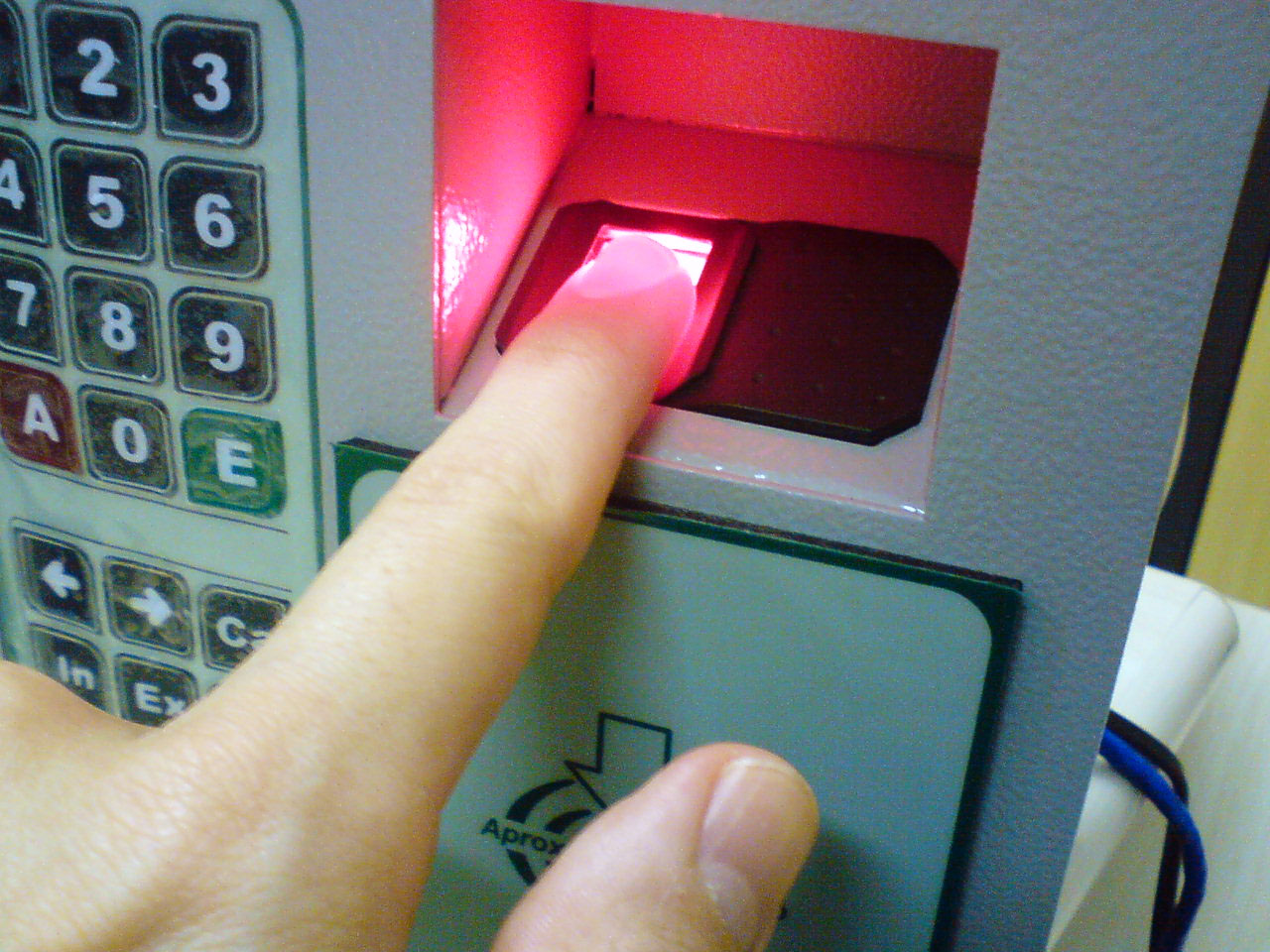
Fingerabdruckscanner für ein automatisiertes Fingerabdruckidentifizierungssystem an einem Regierungsgebäude in Brasilien

Große Bedeutung haben AFIS-Systeme bei der Gewährung des Zugangs zu Sicherheitsbereichen – hier wird neben der Identität der Person über den Fingerabdrucksvergleich aus gegebenem Anlass durch entsprechende Sensoren gegebenenfalls auch überprüft, ob der Finger durch eine lebende Person aufgelegt wird (Lebenderkennung) oder ob es sich um die Kopie (z. B. Wachsabdruck) eines Fingerabdrucks handelt (Kopienerkennung).

### Wahlsysteme
In zahlreichen Ländern werden derzeit sogenannte „Voting Cards“ eingeführt, um geordnete Wahlen sicherzustellen. In erster Linie dienen die „Voting Cards“ der Begrenzung der Wähler auf tatsächlich existierende Personen und der eindeutigen Identifikation eines Wählers bei der Stimmabgabe – somit kann sichergestellt werden, dass jeder Wahlberechtigte nur einmal seine Stimme(n) abgeben kann. Beispielsweise wurden in Kamerun und Sierra Leone solche Systeme implementiert.

### Gesundheitssysteme
Zunehmende Bedeutung gewinnen AFIS- bzw. ABIS-Systeme auch im Gesundheitssystem. Beispiele sind der Einsatz von AFIS-Systemen in Krankenhäusern, um den Zugang zu Patienten und elektronischen Patientenakten zu regulieren, sowie die Implementierung von Gesundheitskarten (ähnlich der deutschen elektronischen Gesundheitskarte) mit gespeicherten biometrischen Merkmalen, um Medikamentenmissbrauch oder Mehrfachinanspruchnahmen von Dienstleistungen zu vermeiden.

## Herausforderungen

### Datenschutz
Mittlerweile werden für die unterschiedlichsten Einsatzzwecke Fingerabdrücke gespeichert – diesen unterliegen den Vorschriften des Datenschutzes, weil die missbräuchliche Verwendung einzelnen Personen, Gruppen und unter Umständen ganzen Staaten erheblichen Schaden zufügen kann.